# Třída Enseigne Roux
Třída Enseigne Roux byla třída torpédoborců francouzského námořnictva. Celkem byly postaveny tři jednotky této třídy. Třetí torpédoborec byl dokončen v upravené podobě až po první světové válce.

## Pozadí vzniku
V programu pro rok 1913 byly objednány tři torpédoborce této třídy. Kýly prvních dvou torpédoborců Enseigne Roux a Mécanicien Principal Lestin byly založeny roku 1913 v loděnici Arsenal de Rochefort. Na vodu byly spuštěny roku 1915 a do služby byly přijaty roku 1916. Třetí jednotka Enseigne Gabolde byla rozestavěna roku 1914 v loděnici Normand v Le Havre. Objednána byla jako plavidlo s jiným typem turbín Parsons. Po vypuknutí války byla stavba torpédoborce přerušena. Obnovena byla po jejím skončení, takže torpédoborec byl do služby přijat roku 1923. Jeho konstrukce byla upravena podle válečných zkušeností.
Jednotky třídy Enseigne Roux:
| Jméno                       | Loděnice             | Založení kýlu | Spuštěn           | Vstup do služby | Osud                             |
| --------------------------- | -------------------- | ------------- | ----------------- | --------------- | -------------------------------- |
| Enseigne Roux               | Arsenal de Rochefort | 1913          | 13. července 1915 | 1916            | Vyškrtnut 1936. Sešrotován 1937. |
| Mécanicien Principal Lestin | Arsenal de Rochefort | 1913          | 15. května 1915   | 1916            | Vyškrtnut 1935. Sešrotován 1937. |
| Enseigne Gabolde            | Normand              | 1914          | 23. dubna 1921    | 1923            | Vyškrtnut 1938.                  |

## Konstrukce

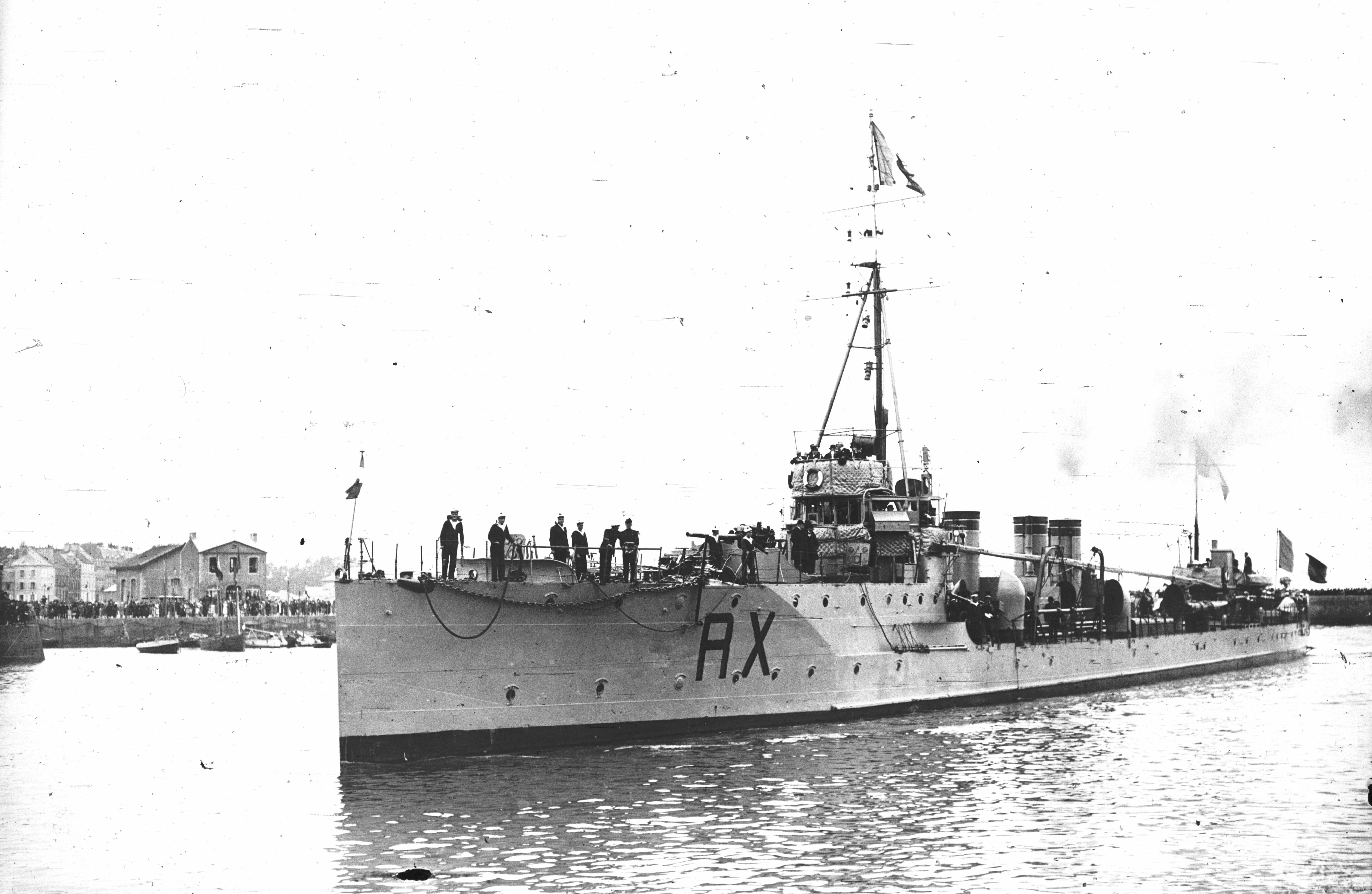
Enseigne Roux

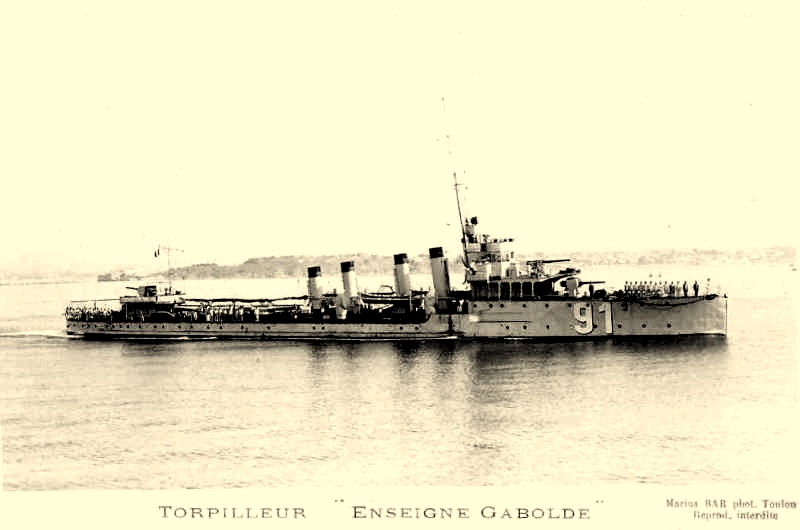
Enseigne Gabolde

### Enseigne RouxaMécanicien Principal Lestin
Výzbroj tvořily dva 100mm kanóny, čtyři 65mm kanóny a čtyři 450mm torpédomety. Pohonný systém tvořily čtyři kotle a dvě turbíny Parsons o výkonu 17 000 shp. Poháněly dva lodní šrouby. Kotle spalovaly topný olej. Torpédoborce měly čtyři komíny. Nejvyšší rychlost dosahovala 30 uzlů. Dosah byl 1400 námořních mil při rychlosti čtrnáct uzlů.

### Enseigne Gabolde
Výzbroj tvořily tři 100mm kanóny, jeden 75mm kanón a čtyři 550mm torpédomety. Pohonný systém tvořily čtyři kotle Normand a dvě turbíny Parsons o výkonu 20 000 shp. Poháněly dva lodní šrouby. Kotle spalovaly topný olej. Torpédoborec měl čtyři komíny. Nejvyšší rychlost dosahovala 31 uzlů. Dosah byl 1300 námořních mil při rychlosti čtrnáct uzlů.

### Modifikace
Za první světové války byla výzbroj prvních dvou jednotek posílena o 75mm protiletadlový kanón, dva vrhače hlubinných pum se zásobou deseti náloží a vlečené protiponorkové torpédo Pinocchio.